# 劉強東

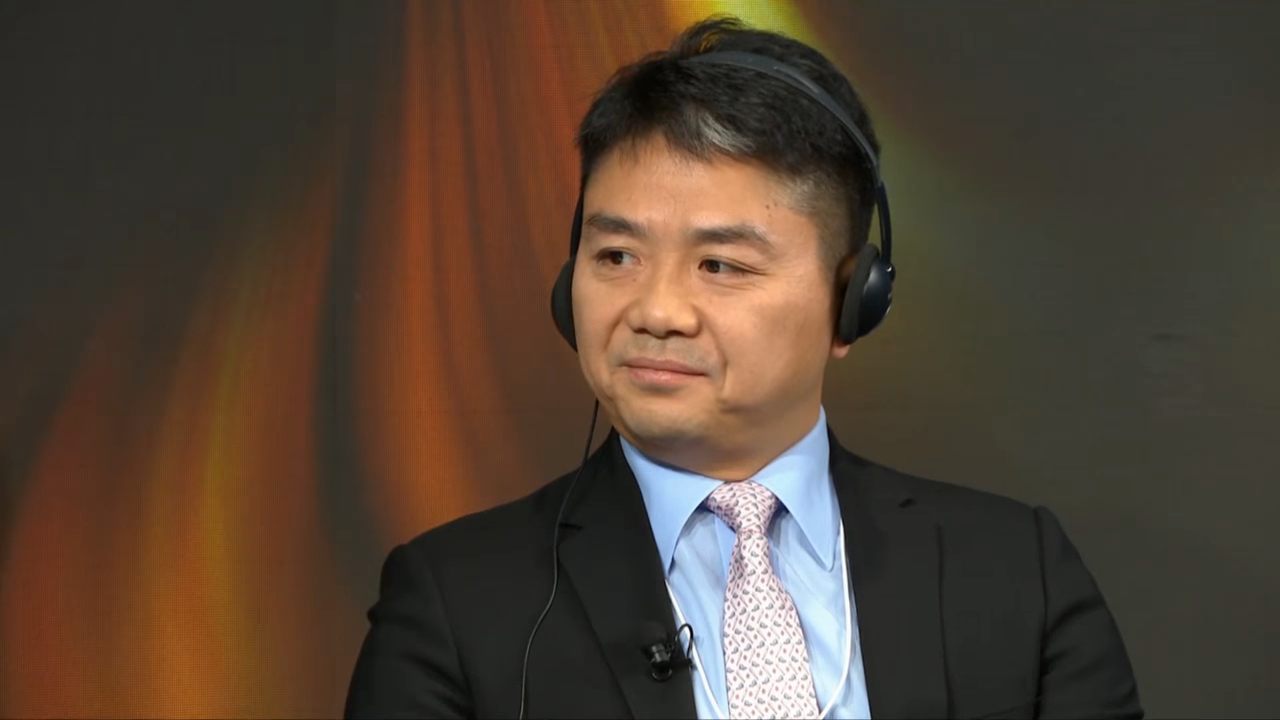

劉強東 (りゅう きょうとう、Liú Qiángdōng、1973年3月10日 または 1974年2月14日- )　京東集団（JD.com）董事局主席兼CEO、江蘇省宿遷市出身、中国人民大学社会学系卒業。中国民主建国会会員。
1998年、北京市中関村で京東公司を設立。
2004年、中国ネットショップ最大手の一つである京東商城(JD.com)の前身の京東多媒網を設立しeコマース分野に進出。2014年にはNASDAQに上場した。2016年現在、京東商城は中国有数のeコマース企業であり、グループ全体で12万人の従業員を有している。
2009年、上海浦東区の中欧国際工商学院に入学、工商管理修士（EMBA)を取得した。
2012年、雑誌『財富』40歳以下の商業エリート40人長者番付で1位となる。
2013年、コロンビア大学留学。
2015年、コロンビア大学留学中に知り合った19歳年下の章沢天と結婚し話題を集めた。
2016年、フォーブスの中国長者番付16位となる。
2017年、劉強東と京東グループは中国人民大学へ3億元を寄附し、中国人民大学京東基金を設立する事を表明した。8月、JD.com京東日本株式会社を設立した。

## 家族
19歳年下で妻のzh:章泽天は高校生だった2009年に、ミルクティーを手にした写真がネットで広がったことで知名度を得て「奶茶妹妹（ミルクティー少女）」としてネットで爆発的な知名度を得てテレビにも出演するほどの人気者となり、その後は推薦入試で清華大学に入学したことで知られる。

## 不祥事
2019年、米ミネソタ大の中国人女子学が劉強東にレイプされたとして、民事訴訟を同州内で起こした。また前年８月には、劉強東がいったん逮捕されてもいた。